# Rocío Muñoz-Cobo
Rocío Muñoz-Cobo (Madrid, 5 aprile 1971) è un'attrice e conduttrice televisiva spagnola.

## Biografia
Rocío inizia la sua carriera studiando arte drammatica presso la scuola di Juan Carlos Corazza e ottiene il suo primo lavoro come presentatrice per il programma El semáforo, per quanto riguarda la sua carriera di attrice è famosa principalmente per la sua partecipazione alla soap Il segreto nella ruolo della Duchessa Eloísa.

## Filmografia

### Cinema
- La pradera de la muerte, regia di Miguel Marte (1998)
- Beyond Darkness (Pacto de brujas) , regia di Javier Elorrieta (2003)
- Fuera del cuerpo, regia di Vicente Peñarrocha (2004)
- Prime time, regia di Luis Calvo Ramos (2008)
- NO-DO, regia di Elio Quiroga (2009)
- Che Dio ci perdoni (Que Dios nos perdone), regia di Rodrigo Sorogoyen (2016)

### Televisione
- Tío Willy - serie tv (1999)
- Lobos - serie tv (2005)
- El comisario - serie tv (2005-2009)
- Pelotas - serie tv (2009)
- Bicho malo manca nuere - serie tv (2009)
- Il Segreto - soap opera (2011)
- La que se avecina - serie tv (2013)
- Víctor Ros - serie tv (2013)
- Élite - serie tv (2018-2020)
- La edad de la ira - serie tv (2022)
- La promessa – serial TV (2024)

### Cortometraggi
- Cita, como blanca (1996)
- La mañana siguiente (2006)
- Paredes, como la vecina (2008)
- La última secuencia nel ruolo di Marcela (2010)

## Programmi televisivi
- El Semáforo (1995-1999)
- 40 principales (1997)
- Música sí (1998-2000)
- Continuidad (2003-2005)
- Cita con el cine español (2005)
- La mandrágora (2005-2007)

## Teatrografia
- Amor a madias (1999)
- Nuestro pueblo (2003)
- Presencias (2012)
- La ofuscada (2012)
- MBIG nel ruolo di Lady Mcbeth (2013-in corso)